# Terrazzo

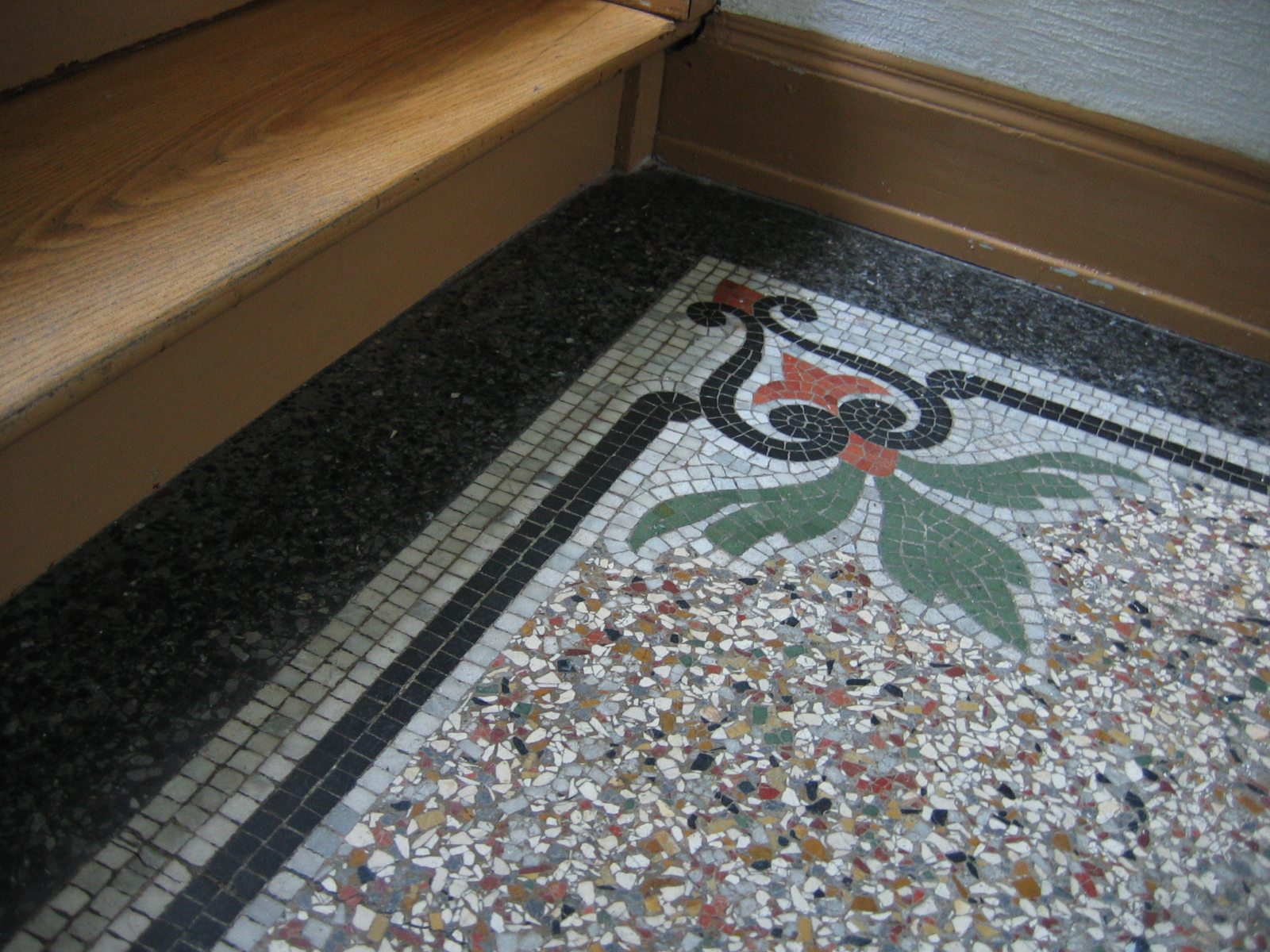
Terazzogolv med marmorfris

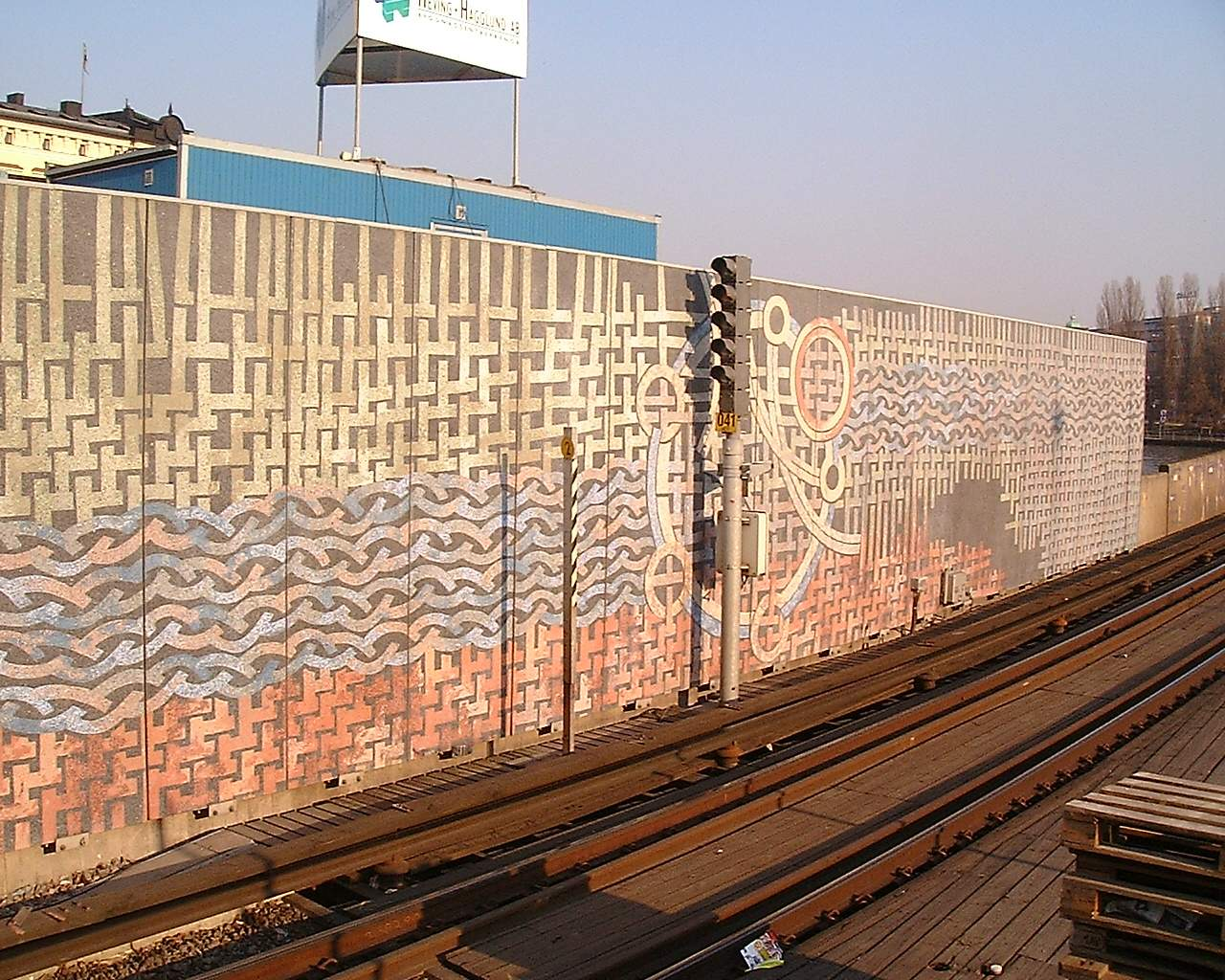
Tunnelbanan i Gamla stan i Stockholm

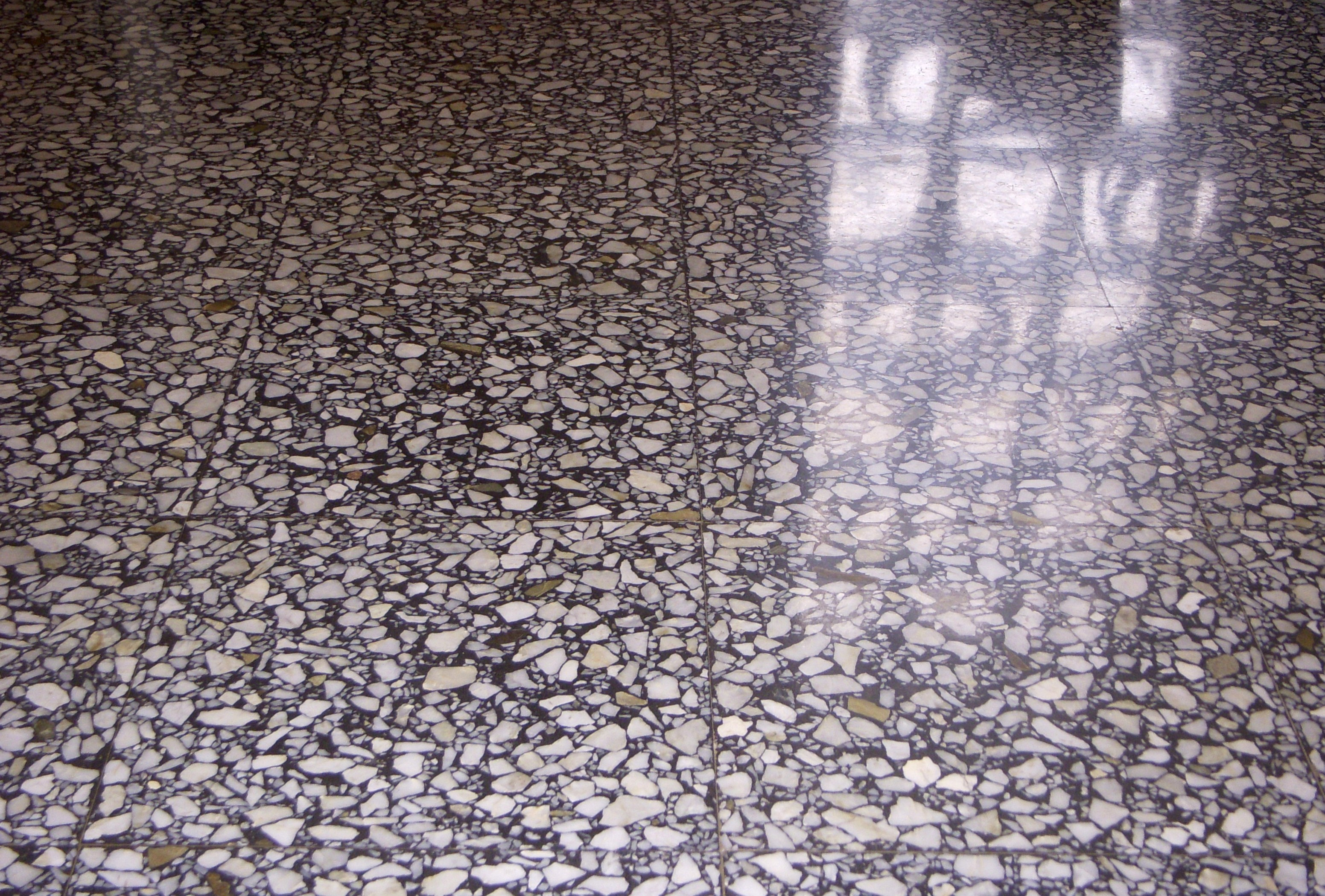
Cementmosaikplattor med mörk cement och ljus ballaststen

Terrazzo är en konststen som framställs av krossad marmor eller även av hårdbergarter och cement. Den används som billig granitimitation, som mosaikimitation vid invändig dekorering och till golvbeläggning.
Terrazzo (även cementmosaik eller konstbetong) består av en gjuten cementpasta och något färgat material av sten. Ballasten är oftast marmor eller någon annan färgad stenart med en kornstorlek från cirka 5 mm och uppåt. Cementen kan vara grå eller vitcement som gjuts till skivor eller prefabricerade byggelement såsom trappor, väggar eller andra detaljer. Golv eller trappor gjuts även på byggarbetsplatsen samt vattenslipas efter härdning.

## Historia
Namnet "Terrazzo" kommer ursprungligen från det italienska ordet för terrass, en plan avsats.
Redan i antiken använde greker och romare terrazzotekniker för att göra praktiska och samtidigt vackra golv.

## Utförande
Platsgjuten terrazzo tillverkas av cement, marmor och vatten och blandas på plats. Terrazzobetongen kan pigmenteras med naturliga oxidfärger. 
Redan dagen efter terrazzomassan är lagd kan man börja grovslipa och spackla igen eventuella porigheter. Därefter slipar man upp ytfinishen till önskad kvalité.   
Med fördel vattenslipas terrazzon som då hela tiden återfuktas för att förhindra uttorkning och krympsprickor.  
För att få golv, som läggs i stora ytor, så sprickfria som möjligt vid härdningen kan man dela upp ytan i mindre rutor om 2–3 meters sida genom att lägga in metallister eller ränder av små kubiska marmorbitar. Man kan också välja att lägga mönster i valfria former, ex. bladverk.
Mosaikterrazzo utförs så, att valda marmorbitar läggs i massan för hand och efter ett givet mönster. 
Platsgjuten terrazzo bör planeras in tidigt i projektet då golvytan inte kan beträdas under produktionstiden samt att man med fördel använder vatten för att förhindra uttorkning.  
Resultatet är ett miljövänligt och estetiskt tilltalande naturmaterial med mycket hög funktion. Golv som tillverkas av terrazzo är mycket lättstädade, håller i stort sett hur länge som helst och blir bara vackrare med åren. 
Terazzo ses ofta i miljöer med hård slitage som offentliga lokaler, livsmedelsbutiker och i trapphus. 
Ett alternativ till platsgjuten terrazzo är industrifärdiga produkter i form av plattor 15 till 25 mm tjocka med olika bredd som läggs på plats i sättbruk. 

## Skötsel av terrazzogolv
Ett golv eller en byggnadsdetalj av terazzo är känslig för syror och kemikalier som kan missfärga ytan. Till den dagliga vården används såpa och något vax för att få en smutsavvisande yta.